# ランス・キンジー
ランス・キンジー（Lance Kinsey,  1954年6月13日 - ）は、アメリカ合衆国で活動するカナダ出身の俳優、脚本家である。

## 来歴
1954年、カナダのアルバータ州にあるカルガリーで生まれる。生後すぐにアメリカ合衆国のオハイオ州へ移った後は、地元の学校へ進学した。高校卒業後はテネシー州にあるヴァンダービルト大学へ進学し、演劇を専攻する。その頃から地元の劇場などで舞台を踏み始めるようになった。
しばらくしてシカゴへ渡り、即興コメディ劇団のセカンド・シティに所属する。在籍中は舞台における脚本執筆などにも携わった。徐々にテレビや映画などに出演する機会を得て、人気コメディ映画の『ポリスアカデミー』シリーズに登場するプロクター警部補役で知られるようになった。同シリーズには第2作から第6作まで出演し、第2作目と第3作目にはアート・メトラーノ、第4作目からはG・W・ベイリー演じる上役の腰巾着で間の抜けた部下を演じている。それ以外ではサミュエル・L・ジャクソン、エミリオ・エステベスらが出演するパロディ映画『ローデッド・ウェポン1』などにも顔を見せている。
2014年にはフレッド・ウィラードらを主演に迎えたコメディ映画『All-stars』で映画監督デビューを果たし、ヴェネツィア国際映画祭審査員大賞新人監督コンペティション部門にノミネートされた。

## 私生活
セカンド・シティ在籍時代に知り合ったナンシー・J・フィンク（Nancy J. Fink）と結婚し、二児の父親でもある。

## 出演作品

### 映画
- チーチ&チョンのオンボロ大豚走 Things Are Tough All Over (1982)
- ダン・アイクロイドのDr.デトロイトを探せ! Doctor Detroit (1983)
- Class (1983)
- ポリスアカデミー2 全員出動! Police Academy 2: Their First Assignment (1985)
- ポリスアカデミー3 全員再訓練! Police Academy 3: Back in Training (1986)
- ポリスアカデミー4 市民パトロール Police Academy 4: Citizens on Patrol (1987)
- ポリスアカデミー5 マイアミ特別勤務 Police Academy 5: Assignment: Miami Beach (1988)
- ポリスアカデミー6 バトルロイヤル Police Academy 6: City Under Siege (1989)
- Wedding Band (1989)
- ハネムーン・アカデミー Honeymoon Academy (1989) ※ビデオ映画
- Why Me? (1990)
- Club Fed (1990)
- ハーレーダビッドソン&クレイジーライダー Masters of Menace (1990)
- 靴をなくした天使 Hero (1992)
- ローデッド・ウェポン1 Loaded Weapon 1 (1993)
- 羊たちの沈没 Il silenzio dei prosciutti (1994)
- Dr. ジャガバンドー Krippendorf's Tribe (1998)
- Dollar for the Dead (1998)
- Outlaw Justice (1999)
- ドリームキャッチャー Dreamcatcher (2003)
- BuzzKill (2012)
- X-MEN:フューチャー&パスト X-Men: Days of Future Past (2014) ※ノンクレジット
- All Stars (2014) ※兼脚本・監督・製作
- Come Simi (2015)
- Spare Room (2018)

### テレビドラマ
- The Duke (1979)
- シカゴ・ストーリー Chicago Story (1981)
- 探偵レミントン・スティール Remington Steele (1983)
- Easy Street (1987)
- アナザー・ライフ 天国からの3日間 Twice in a Lifetime (2000)
- Family Law (2001)
- F.B.EYE!! 相棒犬リーと女性捜査官スーの感動!事件簿 Sue Thomas: F.B.Eye (2003)
- Doc (2004)